# Amphineurus pulchripes
Amphineurus (Amphineurus) pulchripes là một loài ruồi trong họ Limoniidae. Chúng phân bố ở miền Australasia.